# Великий шовковий шлях

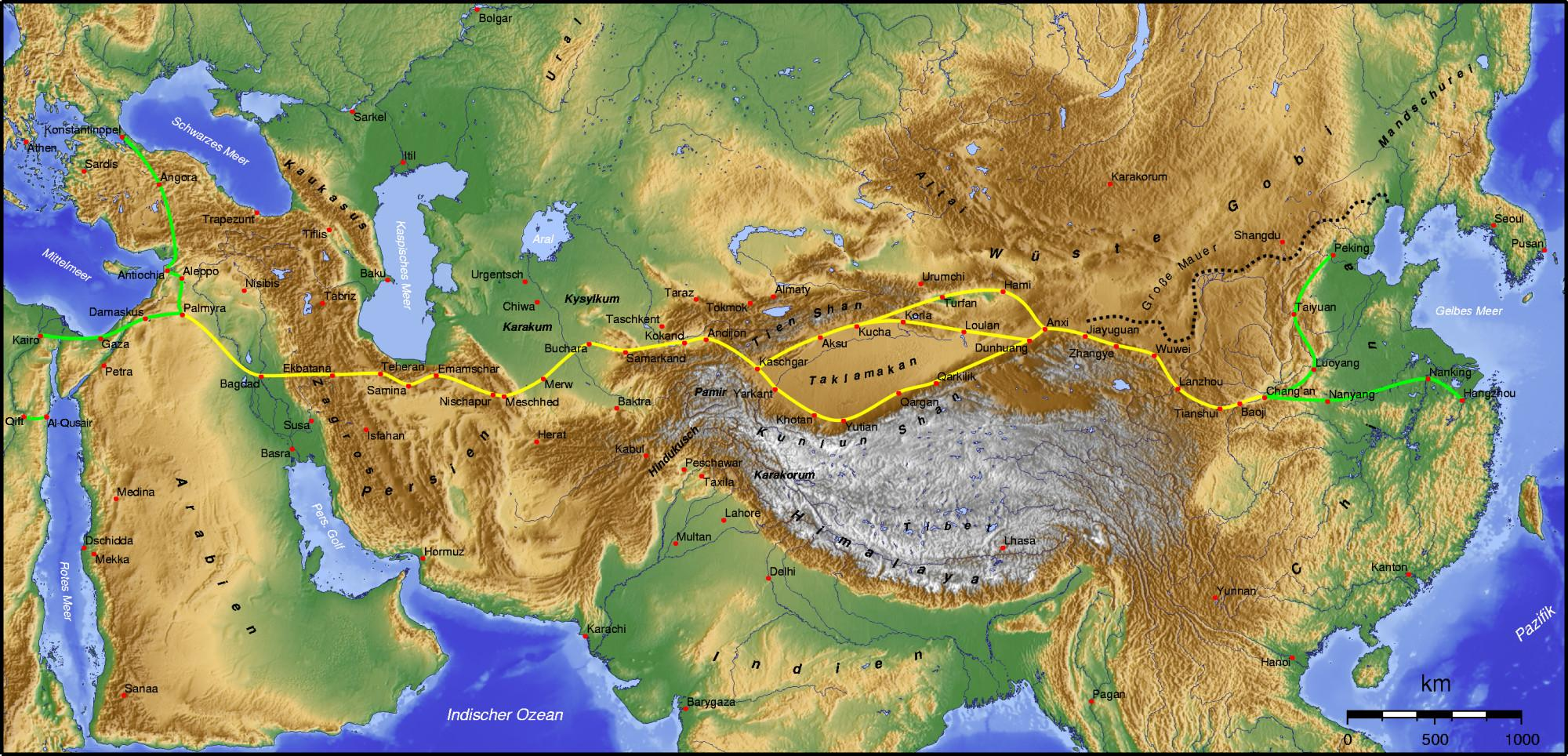
Основні шляхи Шовкового шляху

Вели́кий шовко́вий шлях (кит. трад.: 絲綢之路; піньїнь: Sīchóu zhī lù; монг. Tôrgan Jam) — це сучасна назва системи стародавніх сухопутних торгових шляхів між Китаєм, Індією, Центральною Азією, Близьким Сходом та Європою, які виникли до нашої ери та існують донині. У вузькому розумінні мають на увазі північну степову гілку між Китаєм, Центральною Азією та Римською Імперією, яка була сформована на початку нашої ери, до цього китайські товари йшли до Центральної Азії південним шляхом через Індію та гори Афганістану. Ним товари з Китаю потрапляли до Східної та Західної Європи, Близького Сходу, Північної Африки.

## Історія
Міжнародна торгівля виникла задовго до нашої ери. Торгові каравани мандрували між відомими найдавнішими цивілізаціями Месопотамії, Хараппської (Індської), Маргіано-Бактрійської, Єгипетської. У середині 2 тисячоліття до нашої ери індо-арійські народи сформували етно-мовну територію від Каспійського моря до Гімалаїв. До того шляху пізніше і долучилися давньо-китайські торговці. Поштовхом у розвитку торгівлі стало створення централізованих держав Центральної Азії Персько-Мідійської, Македонської (Грецької), Індо-Скіфської, Парфянської і Римської. 
Через особливості рельєфу виникли "торгівельні хаби": східний у Центральній Азії з центрами у Мерві (Маргіана), Мараканді (Согд), Бактрах, а пізніше у Аріані (Герат) та Нішапурі (Хорасан) та західний у Римі (Константинополь). Гранд Базар та Єгипетський Базар працюють у Стамбулі і донині. 
На початку нашої ери китайськими імператорами було прокладено коротший північний шлях до Мараканди та Бактри, повз монгольські та уйгурські степи. Цей шлях дикими місцями потребував організації та охорони, що зрештою привело до формування відомих нам тюркських та монгольських держав у середні віки.
"Великий шовковий шлях" процвітав до 16 століття, доки непримиримі відносини між двома імперіями Османською та Перською (Династія Сефевідів), які до речі розділилися і в релігійному плані, не зруйнували безпеку і логістику, змусивши Європейську "Римську Імперію" шукати морських шляхів до Індії та Китаю. Після того роль сухопутного коридору втратила значення.￼
На початку 2021 р. на Миколаївщині у селі Скобелеве Казанківського району у ході розкопування унікального кургану, який належить до висунської групи царських скіфських поховань (близько 2,5 тисячі років), українські археологи знайшли супроводжувальне поховання та рештки тканини — попередні дослідження вказують, що це був шовк або батист. Тканина до скіфів потрапила з Китаю. «Це дало підстави стверджувати, що в 4 столітті до нової ери Миколаївщина входила в систему Великого шовкового шляху, який проходив з Китаю до Європи», — розповів старший викладач Миколаївського національного університету імені Сухомлинського, керівник Березанської археологічної експедиції О. Смирнов.
Сурож (нині Судак, Крим), перші відомості про який належать до 212 року, в період розквіту Великого шовкового шляху був його західною столицею. Тут закінчувалася караванна стежка з Китаю та Індії й починався морський шлях до Західної Європи. Внаслідок воєн і усобиць руйнувалися міста й країни, виникали нові держави, але Великий шовковий шлях незмінно відроджувався. Прагнення до спілкування, розумної вигоди, до зростання добробуту завжди брало гору над усіма протистояннями — і релігійними, і воєнними, і політичними.
Великий Шовковий шлях є системою караванних доріг, що сполучають Євразію від Середземномор'я до Китаю і що служили в епоху давнини і середньовіччя вузловим пунктом для ведення торгівлі і діалогу культур Сходу і Заходу.
Найвідоміший «шовковий шлях» — це шлях, рух яким почався в 138 році до н. е., коли із адміністративної столиці Сіань вийшов перший посольський караван, що супроводжував князя Чжан Цяня, якого імператор У-ді послав у країни Заходу з метою об'єднання зусиль з державами Центральної Азії у боротьбі проти кочових племен. Існування двох геополітичних утворень Римської і Ханьської імперій привело до появи великих ринків збуту продукції та сприяло активізації торговельних контактів. Суттєвою перешкодою для ведення безпечної торгівлі були войовничі кочові племена сюнну (більш відомі як хунну). Подорож Чжан Цяна тривала тринадцять років, десять з яких він провів у полоні хуннів. Після повернення посланець представив імператорові детальний звіт про країни і їх можливості. На основі звіту був підготовлений імператорський наказ про створення на землях, відвойованих у хуннів, чотирьох нових поселень. Саме вони сформували так званий коридор Хесі (на захід від річки Хуанхе). Рух товарів за цим маршрутом досягав Східної та Західної Європи, Аравійського півострова і навіть Північної Африки.
У цього маршруту є дві гілки: південна і північна. Південний шлях проходив від застави Янґуань в Дуньхуані на захід, до підніжжя гір Куньлунь, він тягнувся крізь гірський хребет Цунлін до сучасних кордонів Афганістану, Ірану, охоплюючи Аравійський півострів і врешті-решт закінчувався в межах Римської імперії. А західний шлях тягнувся від застави Юйменьґуань на захід, проходив уздовж гірського ланцюга Тянь-Шань крізь гірський хребет Цунлін, охоплював сучасну Центральну Азію, і на заході з'єднувався з південною гілкою. Ці два маршрути називаються «сухопутним шовковим шляхом».
Окрім цієї дороги, є ще два менш відомі шовкові шляхи. Один з них починався в провінції Сичуань, перетинав провінцію Юаньнь і тягнувся до північних теренів Бірми, а далі, потім через річку Брахмапутра він тягнувся до кордонів Індії і йшов уздовж узбережжя найбільшої річки Індії — Гангу до Іранського нагір'я. Насправді цей шлях сформувався дещо раніше ніж сухопутний шовковий шлях. У 1986 році в місті Ґуанхань провінції Сичуань на руїнах Саньсін археологи виявили декілька археологічних пам'яток, пов'язаних з культурою західної Азії і Афін. У тому числі в руки археологів потрапили золотий жезл завдовжки 142 см, священне дерево заввишки 4 м і декілька бронзових виробів. Археологи вважають, що ці пам'ятки є свідками часу початку торговельних контактів і обміну в межах шовкового шляху. Якщо припущення археологів правильні, то цей шовковий шлях сформувався більше 3 тисячоліть тому. 

Караванний шлях з Азії в Європу стали називати Великим шовковим шляхом лише в кінці XIX століття. Увів цей термін у науковий обіг німецький географ Фердинанд фон Ріхтгофен (1833, Бад-Карлсруе — 1905 Берлін) — автор багатотомника «Китай, результати моїх поїздок і досліджень на їх основі», який побачив світ у 1877—1912 рр.

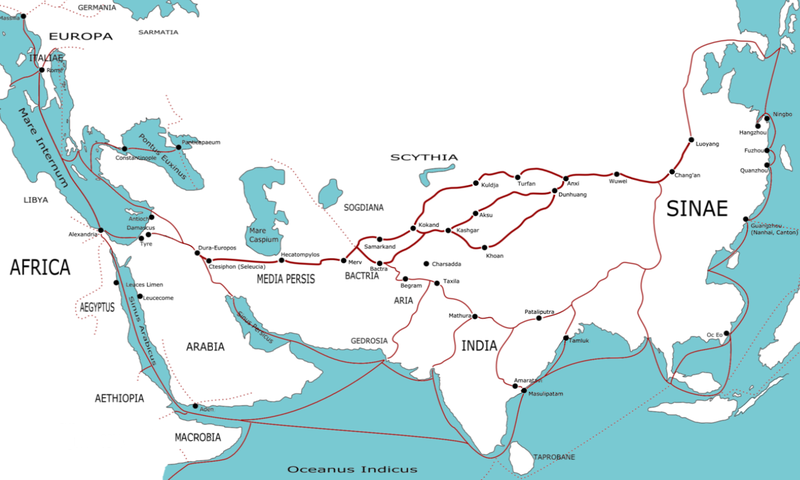
Великий шовковий шлях у I столітті
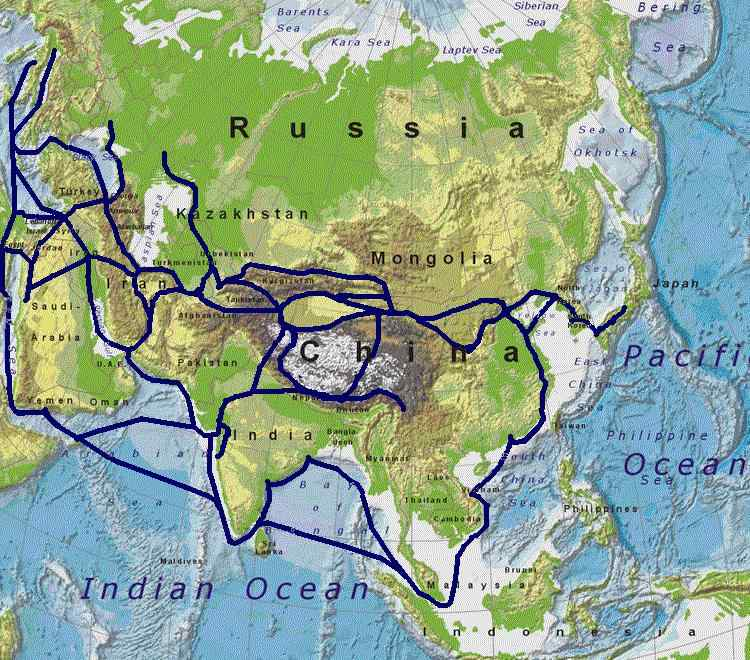
Мережа Великого шовкового шляху в часи свого найбільшого розквіту
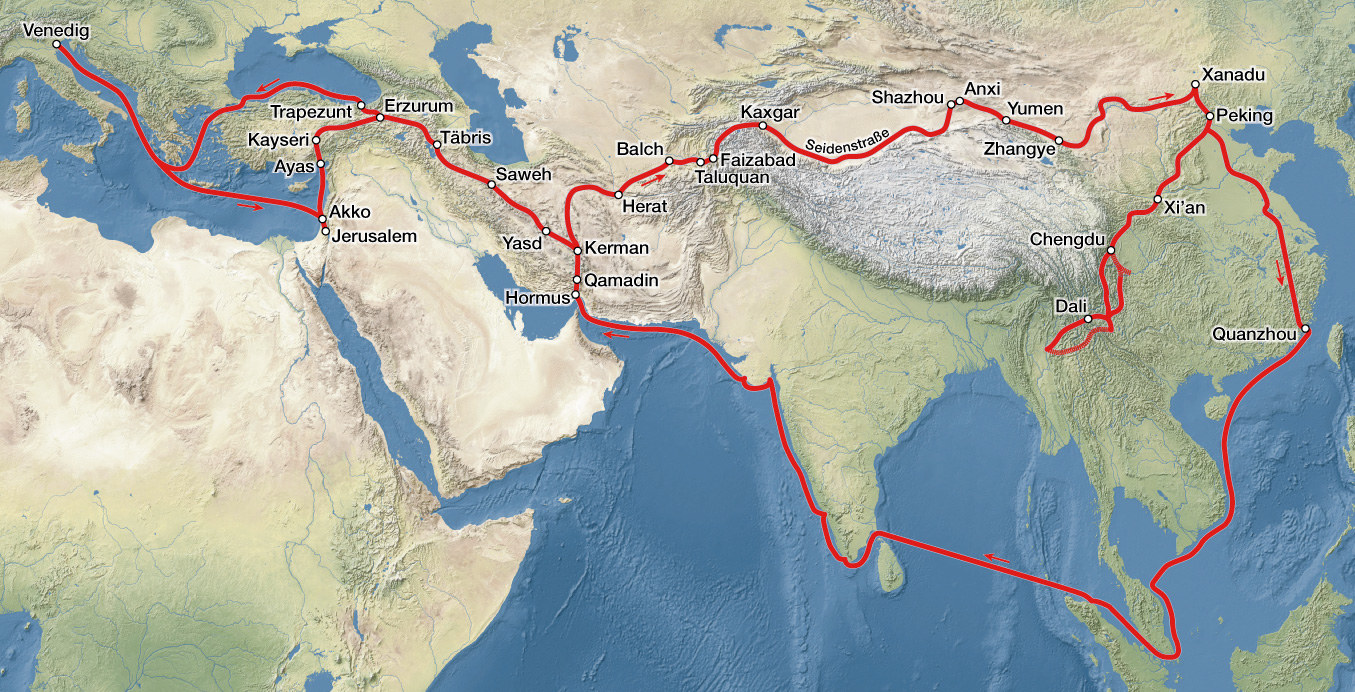
Подорож Марко Поло
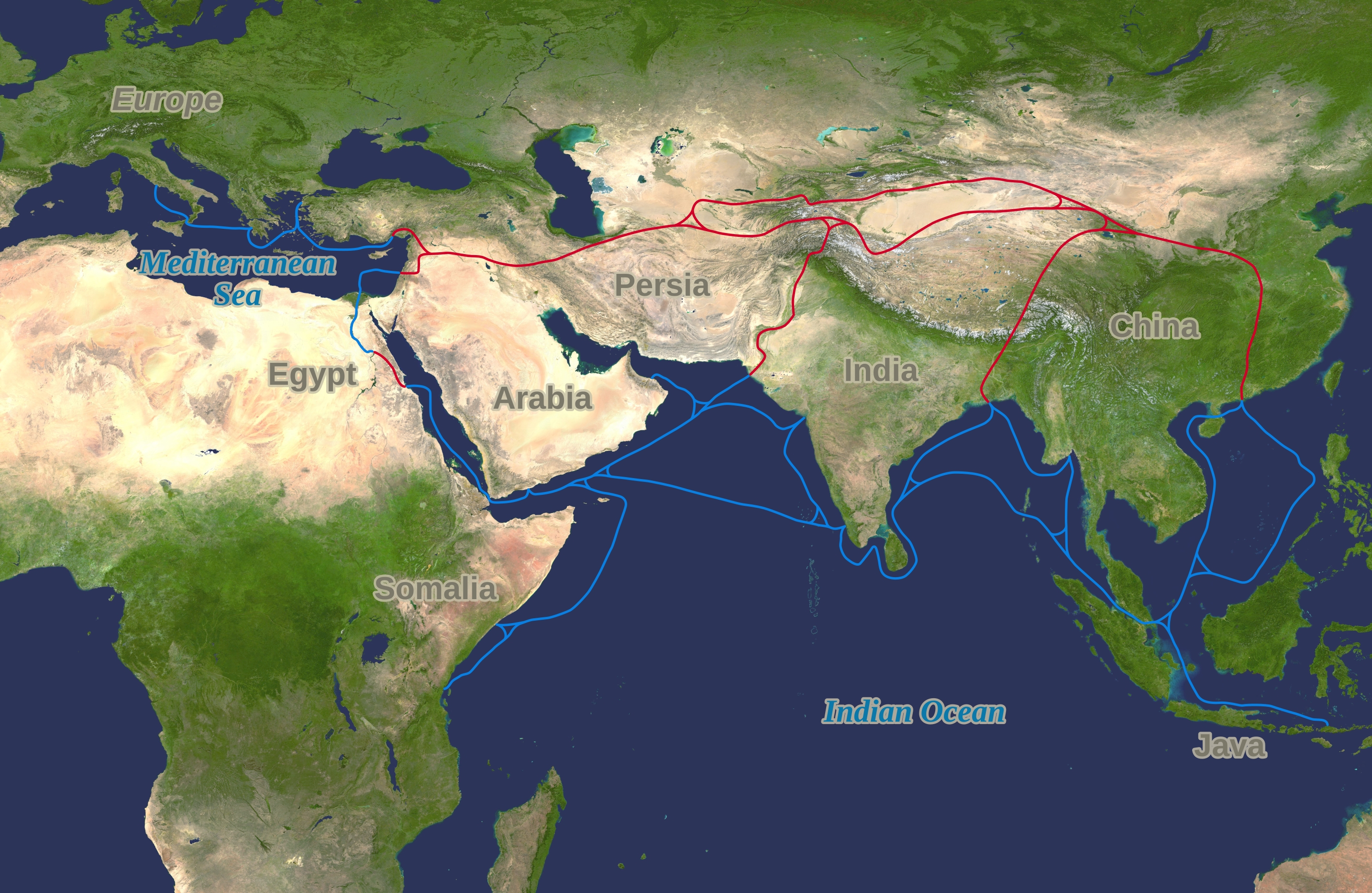
Новий шовковий шлях

## Галерея

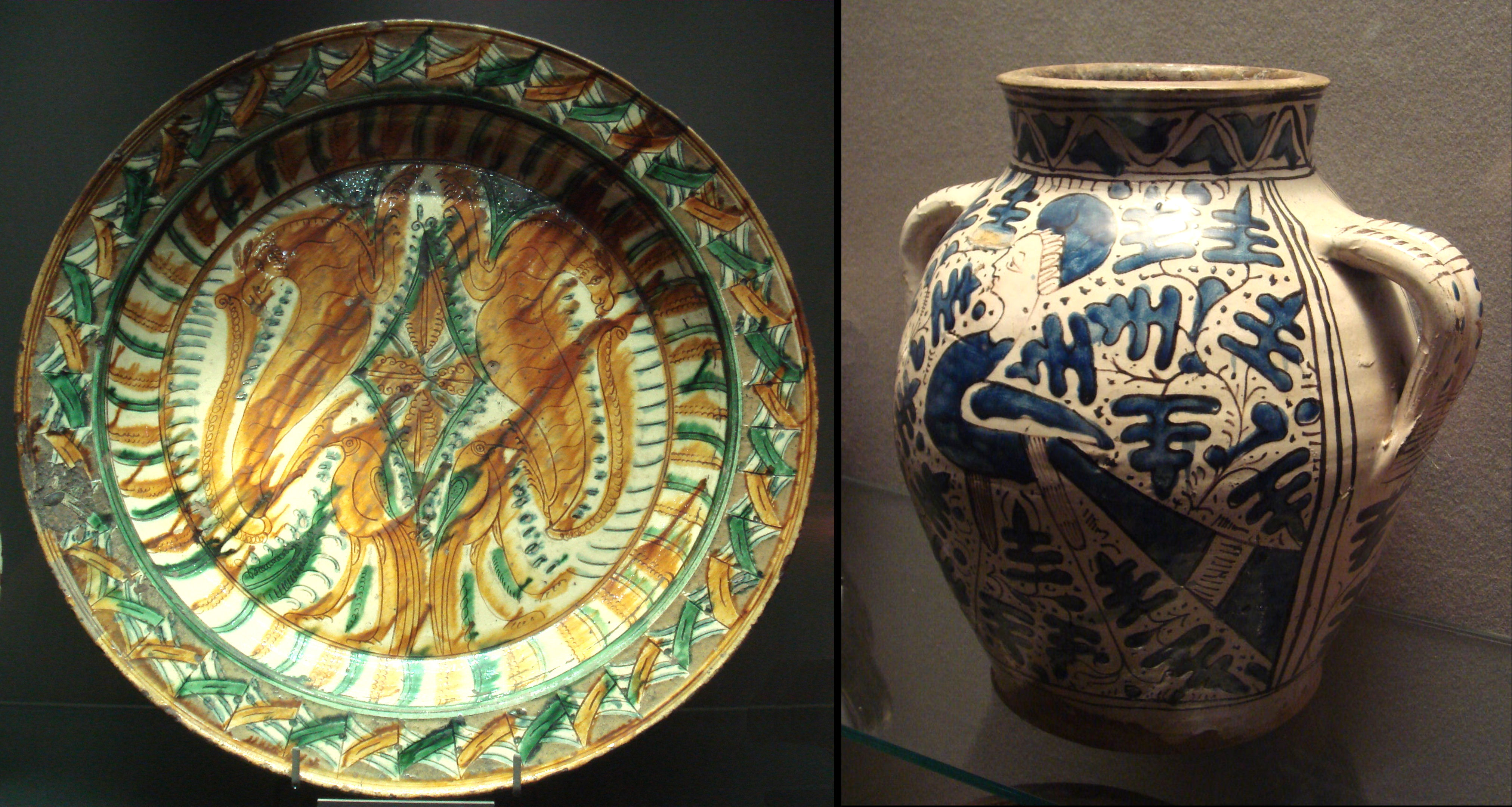
Італійський посуд XV століття, виготовлений за зразком китайського
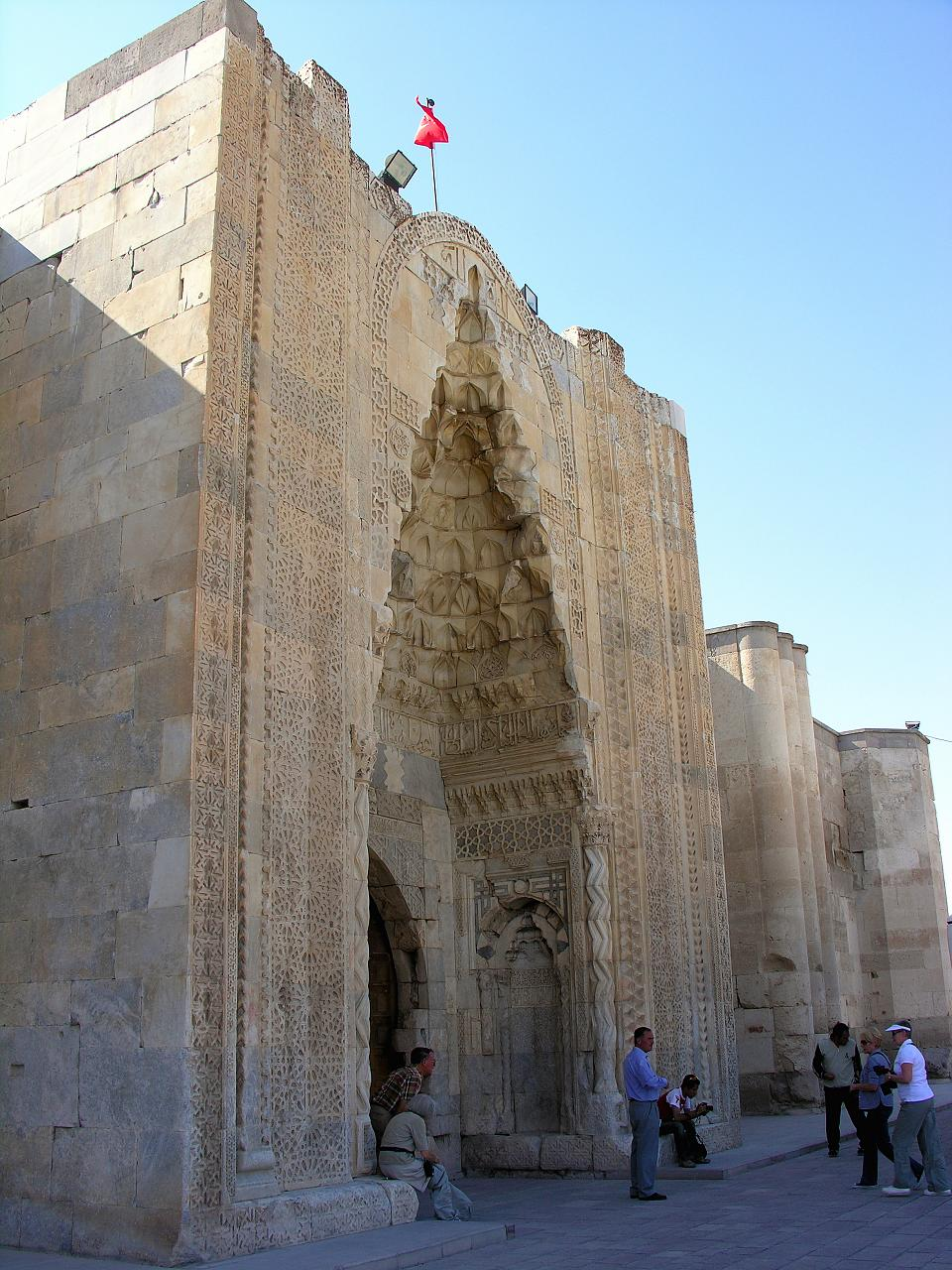
Каравансарай Султанхані
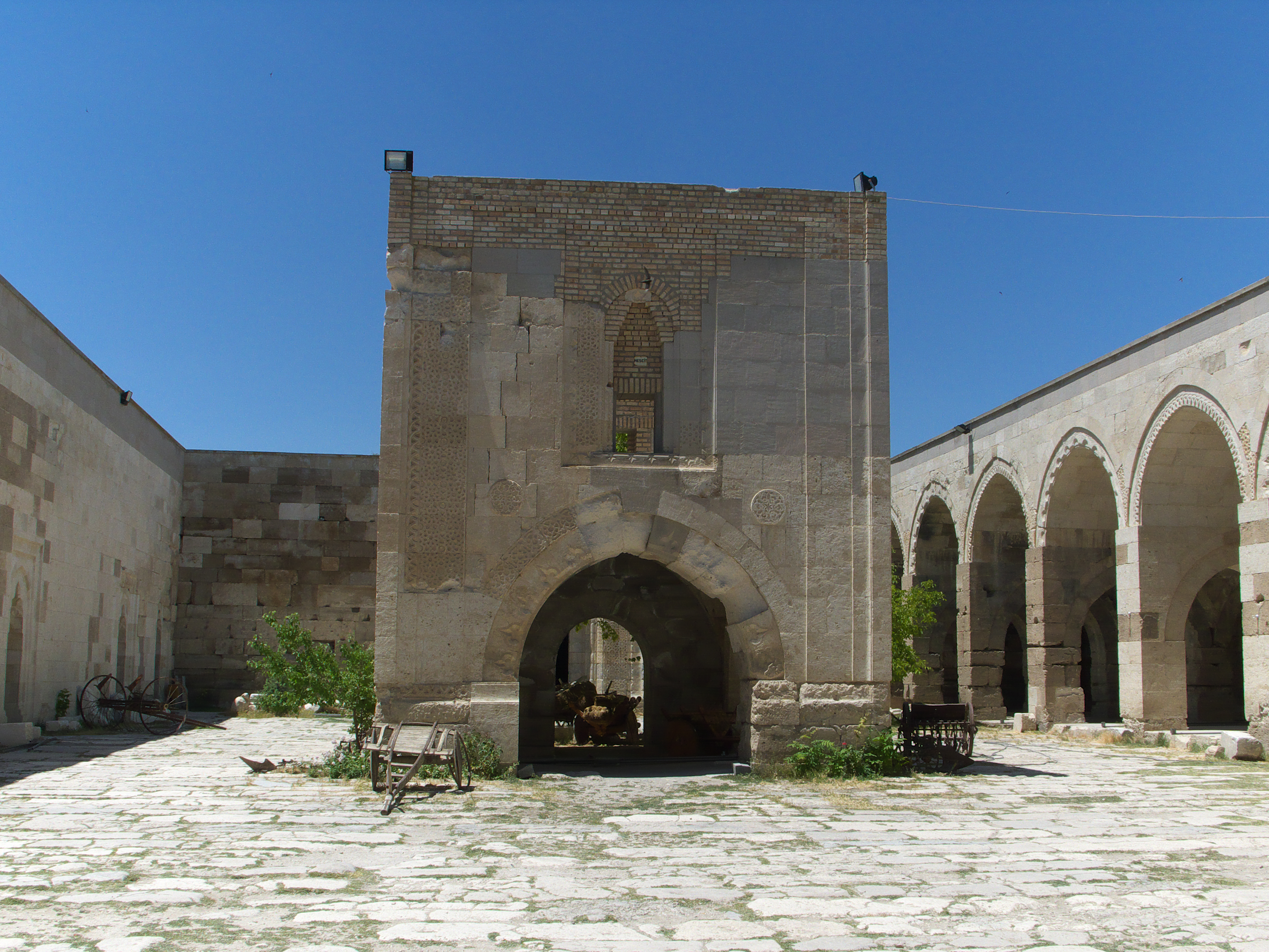
Каравансарай Султанхані
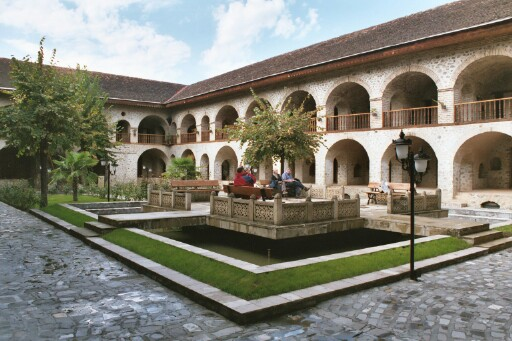
Каравансарай у Шекі, Азербайджан
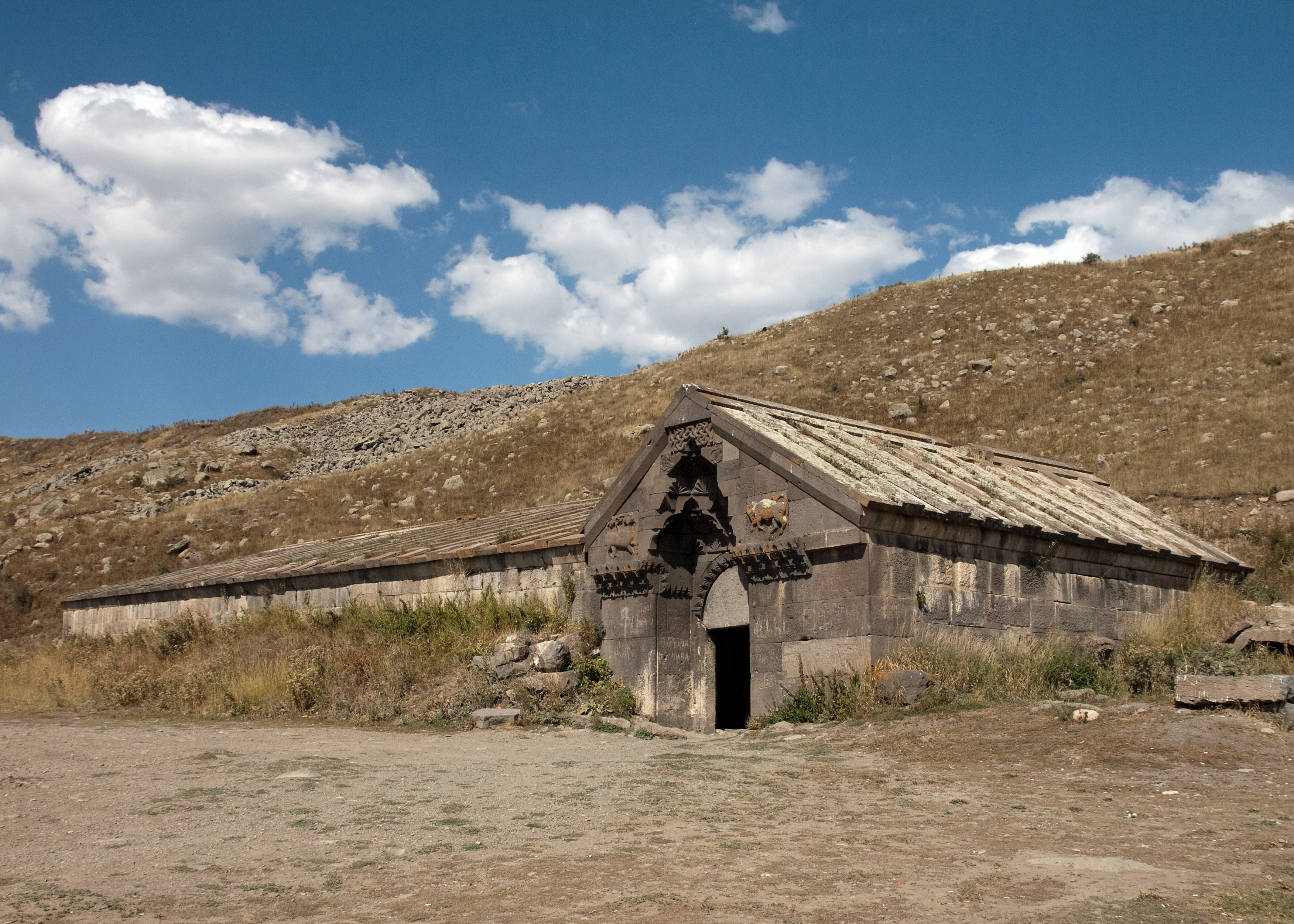
Каравансарай Прохід Селіма
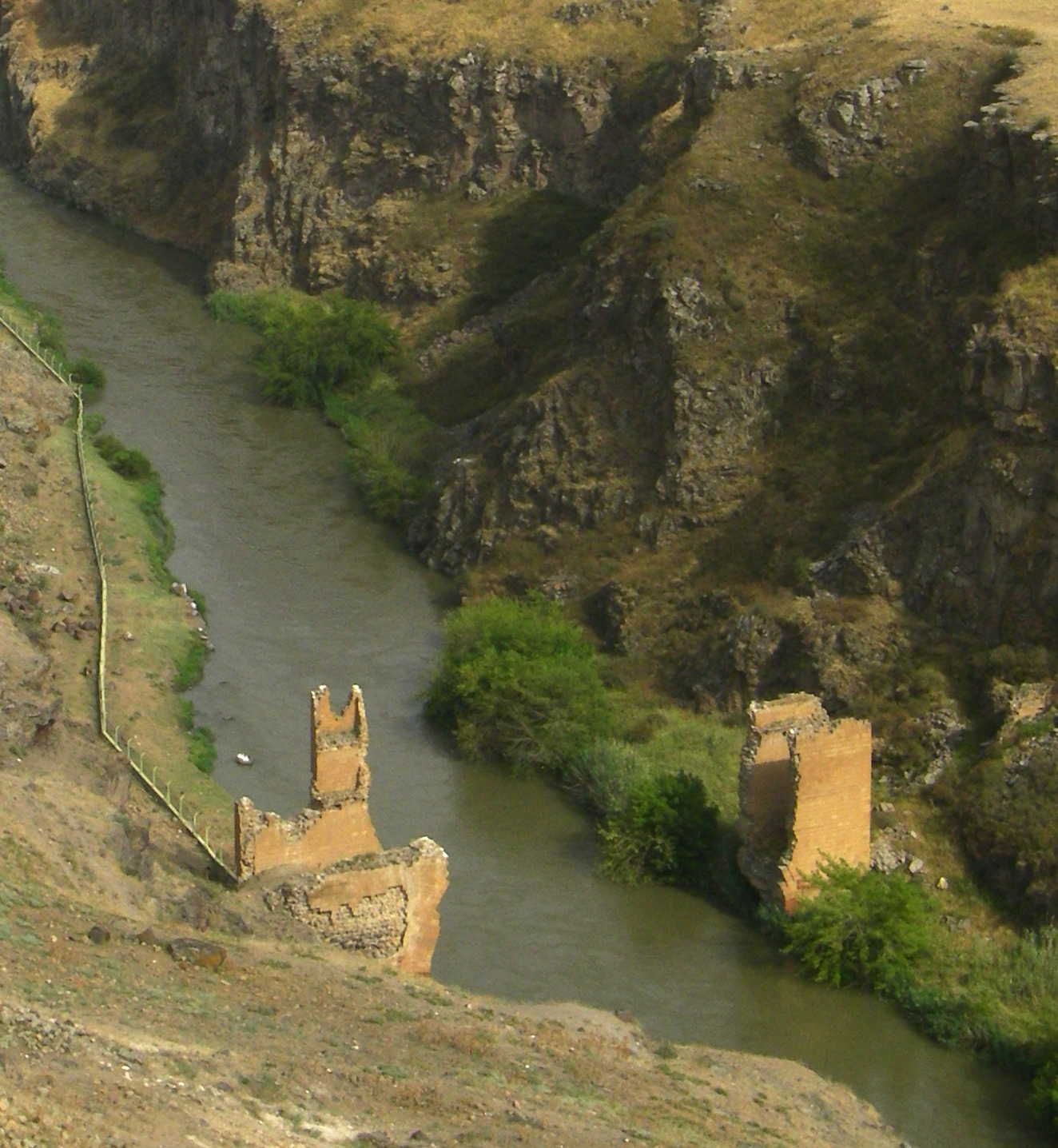
Залишки мосту, Східна Туреччина
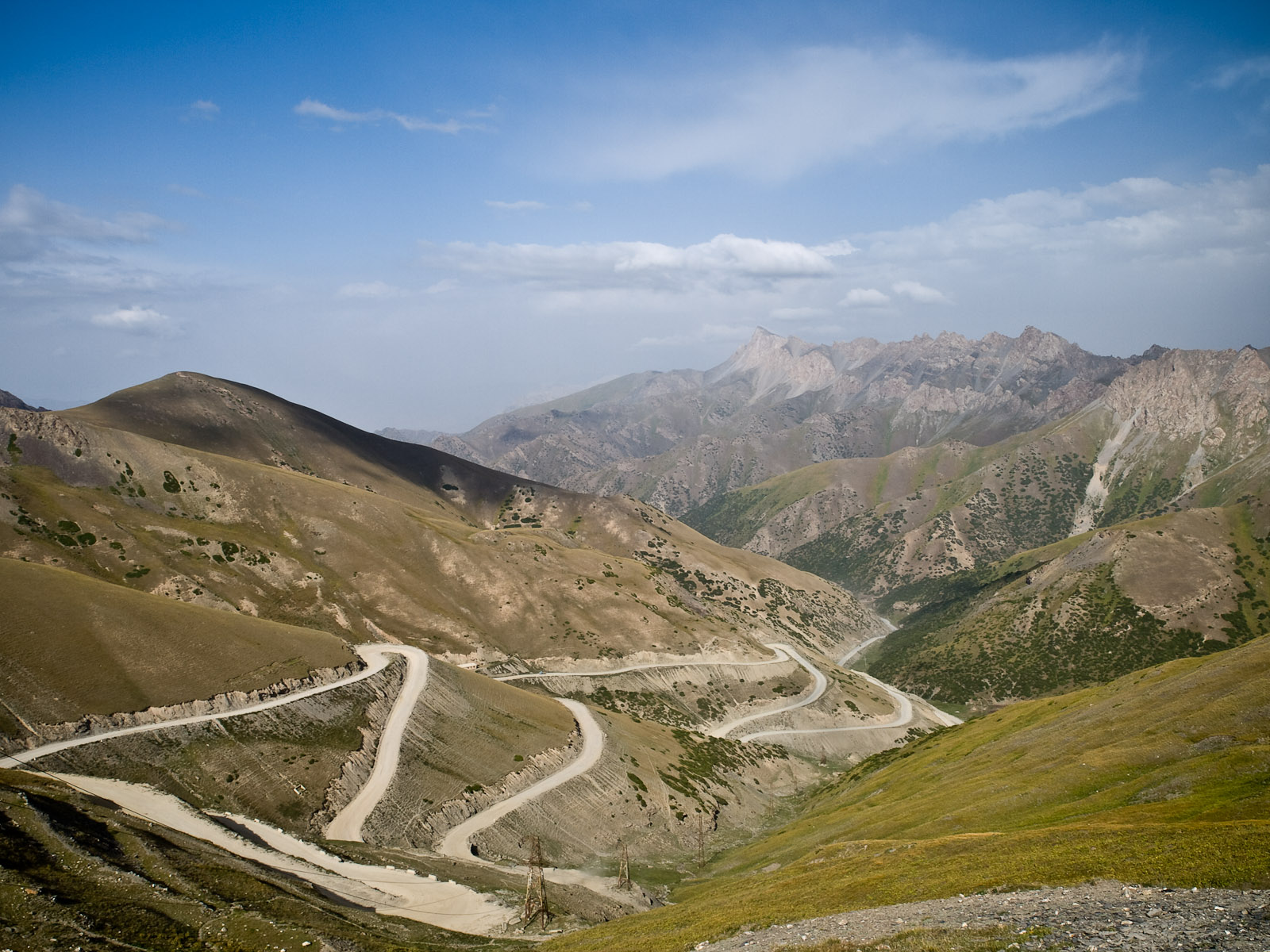
Прохід Талдик
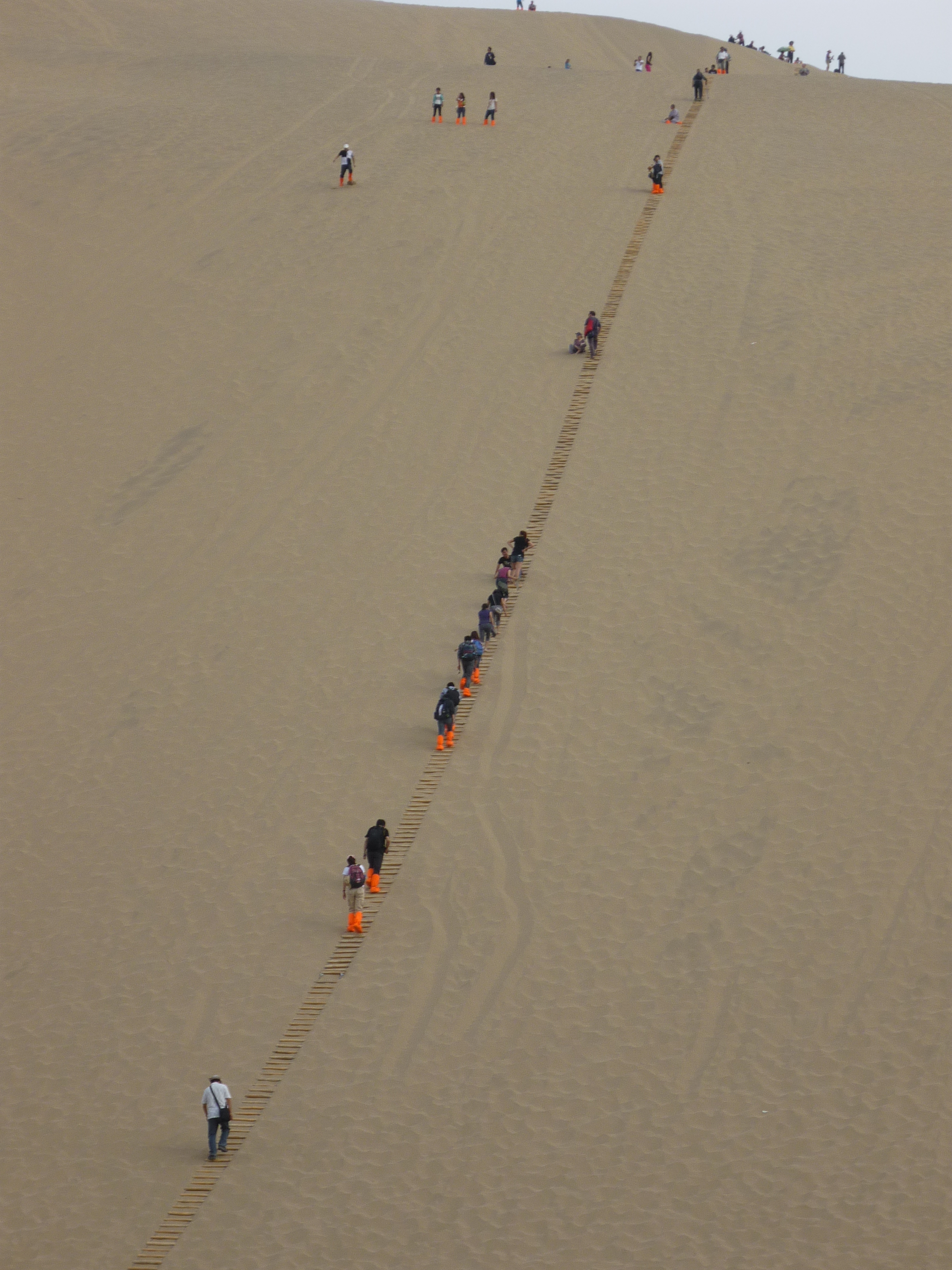
Дунхуан
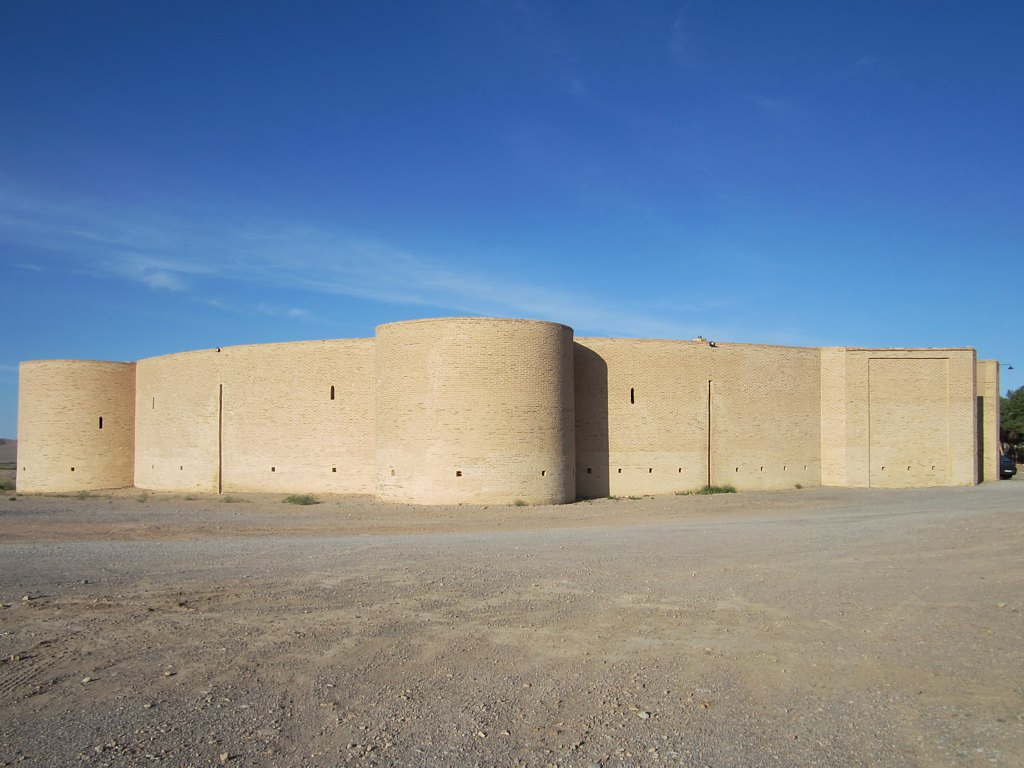
Каравансарай
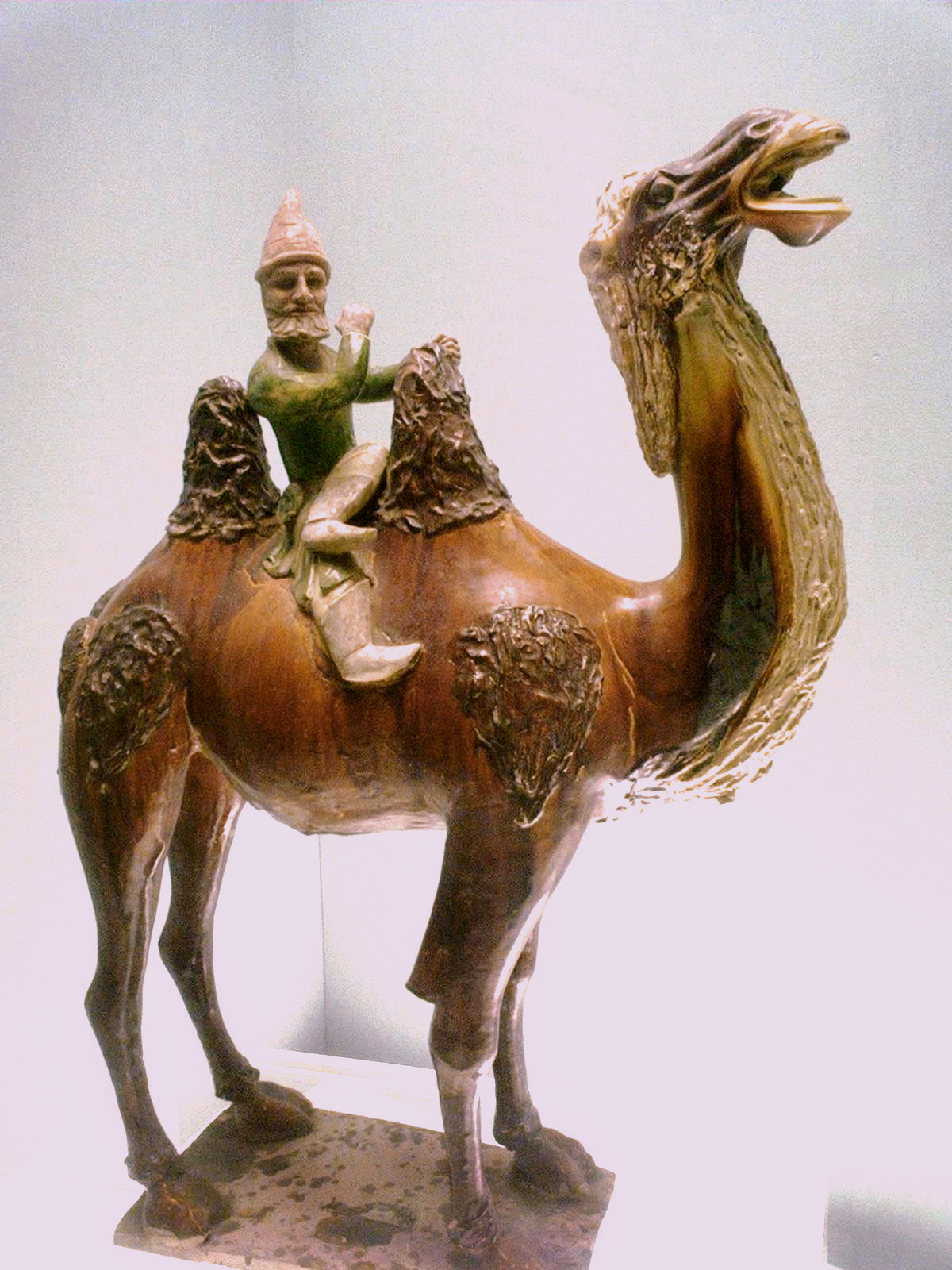
Представник західної цивілізації на верблюді, китайська династія Тан (618-907)
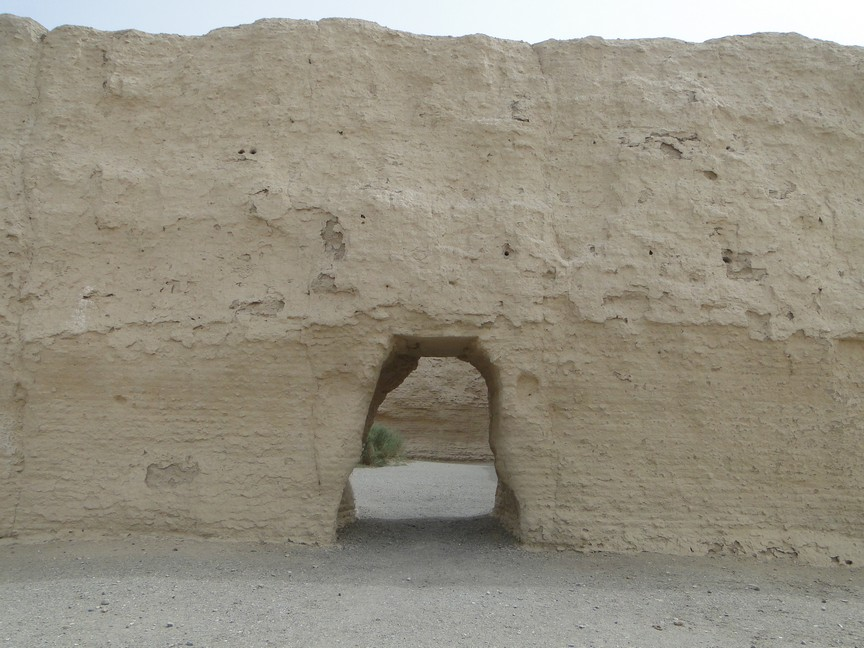
Старовинна китайська митниця біля Дунхуану
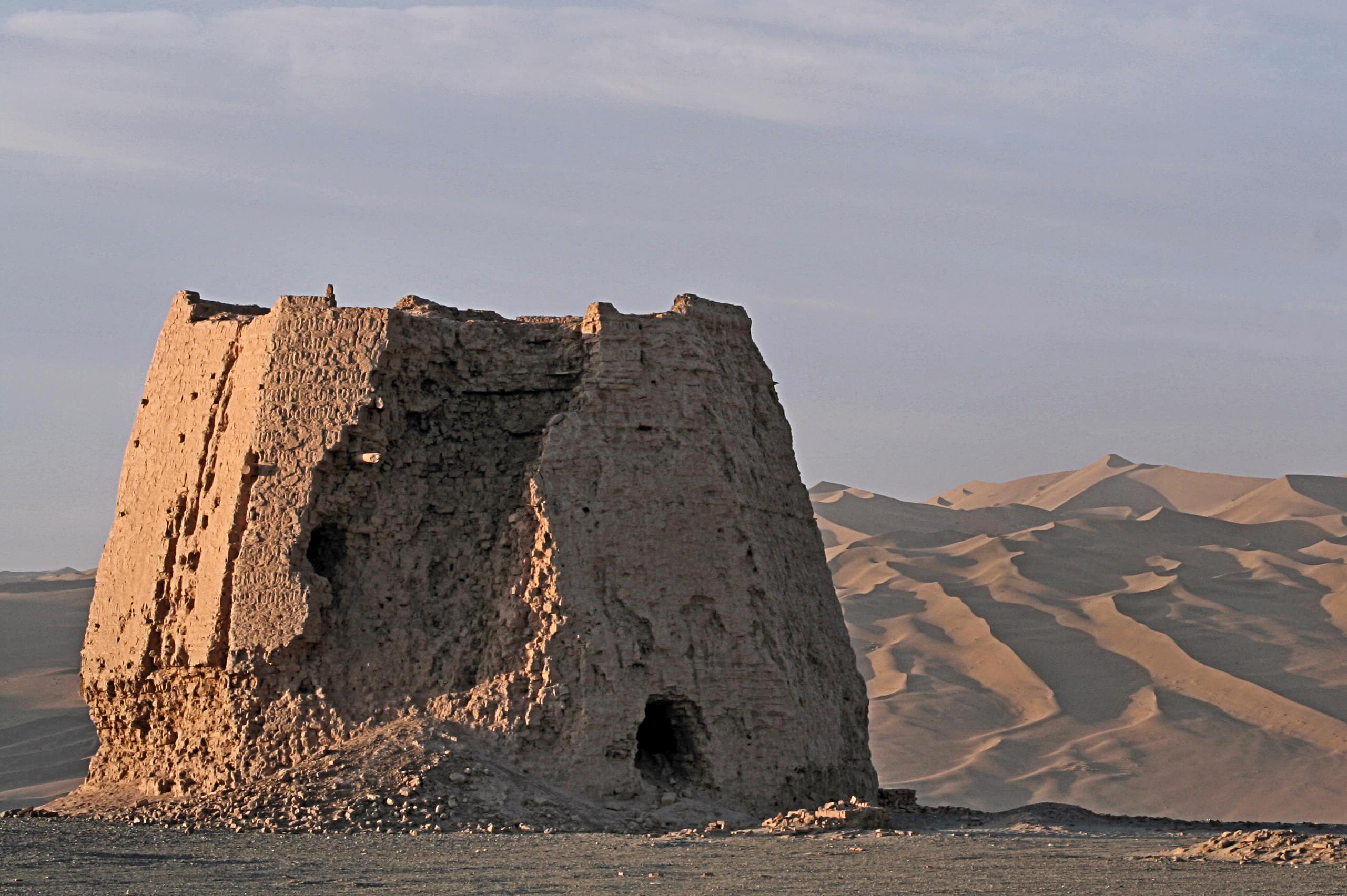
Руїни вежі династії Хань (206 до н. е. – 220 н. е.), Дунхуан, Ганьсу
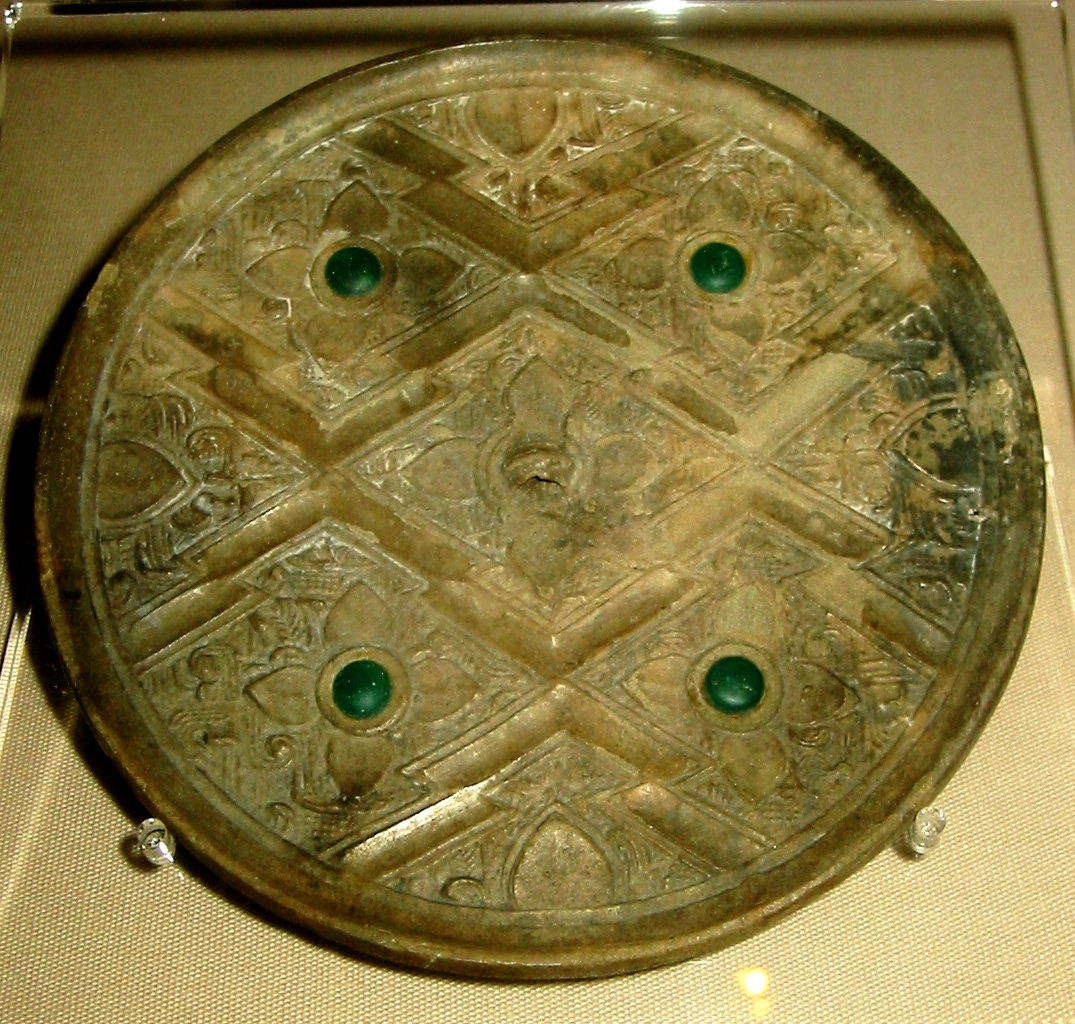
Пізня династія Джоу або рання Хань, бронзове дзеркало з греко-римським орнаментом
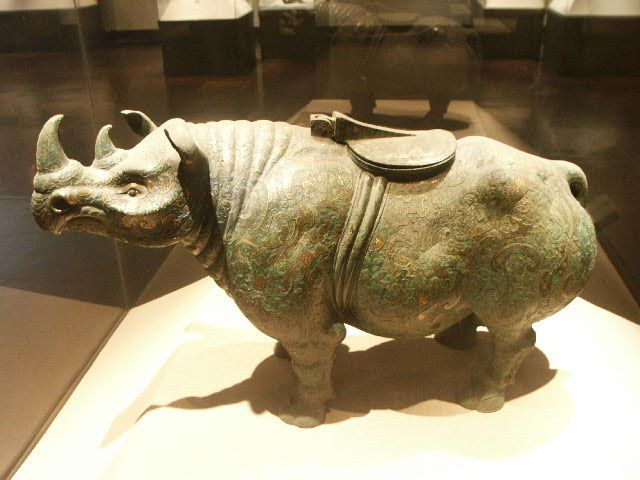
Бронзовий носоріг із золотим та срібним покриттям
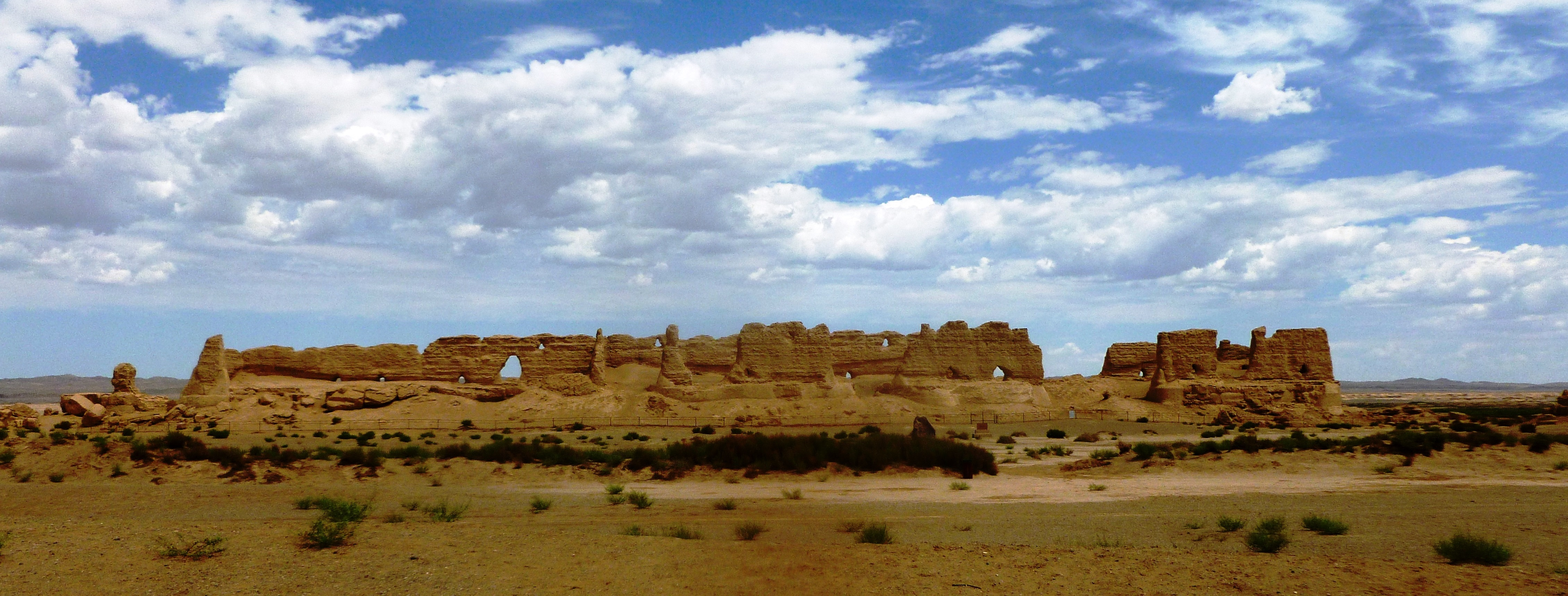
Амбар